# Procés de Poisson
En estadística i simulació un  Procés de Poisson  (també conegut com a  "Llei dels successos rars" ) anomenat així pel matemàtic Siméon Denis Poisson (1781-1840) és un procés estocàstic de temps continu que consisteix a "explicar" esdeveniments rars (d'aquí el nom "llei dels esdeveniments rars") que ocorren al llarg del temps.

## Definició
Un procés de Poisson amb intensitat (o taxa) {\displaystyle \lambda \geq 0} és un procés de comptar en temps continu {\displaystyle \lbrace N_{t},\,t\geq 0\rbrace }, on {\displaystyle N_{t}} és una col·lecció de variables aleatòries amb les següents propietats:
1. {\displaystyle N(0)=0\,}.
2. Si {\displaystyle s\leq t} llavors {\displaystyle N_{s}\leq N_{t}}.
3. Per tot {\displaystyle n>0\,} i {\displaystyle 0<t_{1}<t_{2}<...<t_{n}\,}, les variables aleatòries {\displaystyle N_{t_{1}},N_{t_{2}}-N_{t_{1}},...,N_{t_{n}}-N_{t_{n-1}}}, són independents
4. Per a tota {\displaystyle h>0\,} i {\displaystyle t\in \mathbb {R} \,^{+},N_{h}\,} i {\displaystyle N_{t+h}-N_{t}\,} tenen la mateixa distribució (propietat d'homogeneïtat).
5. {\displaystyle P\lbrace N(h)=1\rbrace =\lambda h+o(h)\,}.
6. {\displaystyle P\lbrace N(h)\geq 2\rbrace =o(h)}.
On o (h) és una funció tal que:

{\displaystyle \lim _{h\to 0,\,h>0}{o(h) \over h}=0}

## Propietats
A partir de la definició és possible demostrar que:
- Les variables aleatòries {\displaystyle N_{t}} tenen distribució de Poisson amb paràmetre {\displaystyle \lambda t}
- Si {\displaystyle T_{k}} denota el temps transcorregut des del (k-1)-èsim esdeveniment fins al k-èsim, llavors {\displaystyle T_{k}} és una variable aleatòria amb distribució exponencial i paràmetre {\displaystyle \lambda }
- Si {\displaystyle S_{n}} denota el temps transcorregut des de l'inici del recompte fins al n-èsim esdeveniment, llavors {\displaystyle S_{n}} té distribució Gamma amb paràmetres {\displaystyle (n,\lambda )}

## Aplicació en assegurances
Una important aplicació del procés de Poisson es troba en la probabilitat de ruïna d'una companyia asseguradora. El problema va ser tractat formalment per Filip Lundberg en la seva tesi doctoral l'any 1903. Posteriorment, Cramer desenvolupà les idees de Lundberg i donà lloc al que avui es coneix com el Procés de Ruïna o Model de Cramer-Lundberg.

## Processos de Poisson no homogenis
Sovint són més realistes els models basats en processos de Poisson no homogenis, en els quals la taxa d'arribades és una funció del paràmetre de temps, λ (t). Formalment això vol dir que un procés de Poisson no homogeni és un procés de comptar que satisfà:
1. {\displaystyle N(0)=0\,}
2. Els increments en intervals aliens són independents.
3. {\displaystyle P(N(t+h)-N(t)=1)=\lambda (t)h+o(h)\,}
4. {\displaystyle P(N(t+h)-N(t)>1)=o(h)\,}

Els tres mètodes més coneguts de generació d'un procés de Poisson no homogeni d'aquest tipus es basen en la modificació de l'escala de temps, en el condicionament i en una adaptació del mètode de rebuig.

Per processos homogenis hi ha una densitat mitjana {\displaystyle \lambda }. Això vol dir que la mitjana dels successos en un interval de temps {\displaystyle t\,} és {\displaystyle \lambda /t}.
El temps entre dos successos d'un procés de Poisson amb intensitat mitjana {\displaystyle \lambda } és una variable aleatòria de distribució exponencial amb paràmetre {\displaystyle \lambda }.

## Aplicacions
Es poden modelar molts fenòmens com un procés de Poisson. El nombre de successos en un interval de temps donat és una variable aleatòria de distribució de Poisson on {\displaystyle \lambda } és la mitjana de nombres de successos en aquest interval. El temps fins que passa el succés nombre {\displaystyle k} en un Procés de Poisson d'intensitat {\displaystyle \lambda } és una variable aleatòria amb distribució gamma o (el mateix) amb distribució d'Erlang amb {\displaystyle \theta =1/\lambda }.
Altres aplicacions:
- La quantitat de clients que entren a una botiga.
- El nombre de cotxes que passen per una autopista.
- L'arribada de persones a una fila d'espera.
- El nombre de trucades que arriben a una central telefònica.
- Partícules emeses per un material radioactiu.